# 62190 Augusthorch
62190 Augusthorch este un asteroid din centura principală de asteroizi.

## Descriere
62190 Augusthorch este un asteroid din centura principală de asteroizi. A fost descoperit pe 26 septembrie 2000 la Drebach de Jens Kandler. Asteroidul prezintă o orbită caracterizată de o semiaxă mare de 2,57 ua, o excentricitate de 0,29 și o înclinație de 5,9° în raport cu ecliptica.